# Lente monofocal
Lentes monofocais são lentes oftálmicas que concentram a luz em apenas um foco, para longe ou para perto, sendo utilizadas para corrigir ametropias como miopia e hipermetropia. Podem ser oculares ou de contato. 

## Funcionamento
As lentes monofocais ajudam a imagem a se formar exatamente sobre a retina, para que o paciente possa enxergar com nitidez. No caso dos míopes, em que os pacientes têm dificuldade para enxergar de longe, a imagem se forma antes da retina, por isso, as lentes utilizadas são as divergentes, ou seja, separar os raios, para que se encontrem na retina. 
Já no caso da hipermetropia, em que há dificuldade para enxergar de perto, a imagem se forma depois da retina. Para corrigi-la, as lentes precisam ser convexas, que fazem com que os raios de luz se aproximem e atinjam o ponto correto.

## Lentes monofocais esféricas ou asféricas
Lentes com as superfícies esféricas naturalmente têm aberrações, que são zonas em que os raios de luz sofrem refração mais intensa e convergem em posições diferentes do centro ótico, causando distorções. Na prática, elas diminuem o campo visual do usuário, que precisa movimentar a cabeça para enxergar coisas que estão fora do seu centro ótico. 
A solução encontrada pelas óticas foi o desenvolvimento de lentes asféricas, cuja superfície é levemente achatada e, por isso, consegue fazer com que raios de luz paralelos convirjam no mesmo ponto. 
Esteticamente, as lentes asféricas são mais satisfatórias, pois não aumentam nem diminuem o tamanho natural dos olhos, além de serem mais finas, dando uma aparência mais leve aos óculos.   
A primeira lente asférica foi criada pela alemã ZEISS. Lançada em 1909, a lente Katral foi inicialmente desenvolvida para ajudar pacientes que sofriam de catarata, mas devido às dificuldades da época, tinha um valor muito alto, que poucos poderiam pagar. Um dos ilustres  usuários de lentes Katral foi o pintor impressionista Claude Monet. 

## Lentes monofocais cilíndricas
Indicadas para a correção de astigmatismo, as lentes cilíndricas uniformizam deformidades que o paciente tem na córnea ou no cristalino, fazendo com que se formem múltiplos focos em sua retina, desfocando a imagem final.
A correção do astigmatismo ocorre em apenas um eixo (horizontal, vertical ou oblíquo), portanto, a lente inteira não precisa ser graduada para ocorrer a uniformização. 
Lentes de contato que têm graduação simultânea para astigmatismo e outra doença, como miopia, são chamadas de lentes tóricas.